# Jonathan Cooper
(en) Statistiques sur pro-football-reference
Jonathan Javell Cooper, né le 19 janvier 1990 à Wilmington, est un joueur américain de football américain. Il joue actuellement avec les Redskins de Washington au poste d'offensive guard.

## Enfance
Cooper étudie à la John T. Hoggard High School de sa ville natale de Wilmington où il joue avec l'équipe de football américain comme offensive guard ainsi que defensive end. Lors de sa dernière année lycéenne, Rivals.com le classe trois étoiles sur cinq ainsi que vingt-et-unième au classement des offensive guards sur le territoire.

## Carrière

### Université
Il intègre l'université de Caroline du Nord en 2008 et débute sous le maillot des Tar Heels en 2009 comme titulaire. Il rate cependant trois matchs lors de cette saison à cause d'une blessure à la cheville. En 2011 et 2012, Cooper joue l'ensemble des matchs de la saison comme titulaire et domine son poste aux côtés de James Hurst, lui aussi remarqué pour ses talents de guard. Cooper remporte le Jacobs Blocking Trophy, récompensant le meilleur bloqueur de ligne offensive pour chaque conférence de la NCAA ; il remporte ce trophée pour la conférence ACC.

### Professionnel
De nombreux pronostics donnent Cooper comme un des premiers choix du prochain draft. Sports Illustrated prédit que le joueur sera choisi au dixième choix. Jonathan Cooper est, effectivement, sélectionné au premier tour de la draft de la NFL de 2013, mais par les Cardinals de l'Arizona au septième choix. C'est la première fois, depuis 1987 et Harris Barton, qu'un offensive guard de l'université de Caroline du Nord est sélectionné au premier tour de la draft de la NFL. Il n'arrive pas à décrocher le record de la sélection la plus rapide pour un guard au draft, détenu par Jim Dombrowski (sixième choix) en 1986.

## Palmarès
- Seconde équipe de la conférence ACC 2010 et 2011
- Candidat au Lombardi Award 2012
- Équipe de la conférence ACC 2012
- Vainqueur du Jacobs Blocking Trophy de la conférence ACC 2012
- Équipe All-America 2012